# Gerty Cori
Gerty Theresa Cori( født Radnitz den 15. august 1896 i Prag i det daværende Østrig-Ungarn (nu Tjekkiet), døde 26. oktober 1957 i Glendale, Missouri i USA) var en amerikansk biokemiker, der modtog Nobelprisen i fysiologi eller medicin i 1947.